# 真籽韭
真籽韭（学名：Allium eusperma）是葱科葱属的植物，为中国的特有植物。分布于中国大陆的云南、四川等地，生长于海拔2,000米的地区，一般生长在山坡及林缘，目前尚未由人工引种栽培。